# Evolvulus fieldii
Evolvulus fieldii är en vindeväxtart som beskrevs av V. Ooststr. Evolvulus fieldii ingår i släktet Evolvulus och familjen vindeväxter. Inga underarter finns listade i Catalogue of Life.